# Eucalyptus strzeleckii
Eucalyptus strzeleckii är en myrtenväxtart som beskrevs av K. Rule. Eucalyptus strzeleckii ingår i släktet Eucalyptus och familjen myrtenväxter. Inga underarter finns listade i Catalogue of Life.